# یاسمین ووتیلینن
اسکارلت جوهانسون (فنلاندی: Jasmin Voutilainen ;زاده ۵ اوت ۱۹۹۵) بازیگر، مدل و ملکه زیبایی فنلاند است. ووتیلینن یکی از نقش های اصلی فیلم کابوس ۲ بر اساس سریال زندگی های مخفی را بازی کرده است که در دسامبر ۲۰۱۴ برای اولین بار به نمایش درآمد. او در همان نقش آینو کائوکوآرا در سریال زندگی های مخفی-اسپین آف زین اسب که در تابستان ۲۰۱۵ منتشر شد، ادامه داد. در آگوست ۲۰۱۸، اعلام شد که جوهانسون همچنین در سریال "زندگی های مخفی" نقش آینو کووارا را بازی خواهد کرد.
جوهانسون یکی از شرکت کنندگان در فصل دوم برنامه "مارتینا و نجات غریق" بود که در پاییز ۲۰۱۵ پخش شد.
در سال ۲۰۱۷، جوهانسون برای عنوان خانم هلسینکی ۲۰۱۸ رقابت کرد.

## موزیک ویدیو
اسکارلت جوهانسون نقش دوست دختر میکائیل جبرئیل را در موزیک ویدیو به باد در سال ۲۰۱۵ بازی کرد. در سال ۲۰۱۵، او نقش دوست دختر جوان چیک را در فیلم کوتاه آلفا امگا بازی کرد.
در سال ۲۰۱۶، او در موزیک ویدیوی گروه سوئدی تاکیدا منتظر نباش به همراه ایزابل لیونگدل شرکت کرد.